# Loek Hollander
Loek Hollander (Schiedam, 20 mei 1938 – 16 februari 2020) was een internationaal bekende Nederlandse karate-shihan.
Hollander was een van de pioniers van het kyokushin-karate in Nederland. Ook heeft hij veel gedaan voor het kyokushin in andere landen. Meer specifiek heeft hij voor 1989 lessen en demonstraties kyokushin gegeven in de voormalige Oostbloklanden.
Hollander begon met kyokushin-karate in 1962. Hij behaalde in 1965 zijn eerste dan. Hij was de vierde persoon die succesvol de 100-man-kumite (een gevecht tegen honderd tegenstanders achtereen) voltooide, en wel in 1967.
Na het overlijden van Sosai Masutatsu Oyama, benoemde Shokei Matsui de Nederlandse Hollander tot vertegenwoordiger van het kyokushin in Europa en Afrika. In 1999 kreeg Hollander van Shokei Matsui zijn achtste dan, Hollander was International Committee Member for Europe and Africa binnen het IKO onder Shokei Matsui, tot 13 augustus 2010, toen Hollander uit protest aftrad. In 2014 werd Hollander officieel opgenomen in de CBME's National Hall of Fame for the Martial Arts. Zijn tiende dan ontving hij in 2017. Tot zijn overlijden stond hij aan het hoofd van de Kyokushin World Federation.